# Wates (Kedungjati)
Wates is een bestuurslaag in het regentschap Grobogan van de provincie Midden-Java, Indonesië. Wates telt 3076 inwoners (volkstelling 2010).